# علي حاج عبده شرقاوي
علي حاج عبده شرقاوي هو مواطن يمني وأحد معتقلي في سجن غوانتانامو في كوبا. ولد في 26 مايو 1974 في تعز، اليمن.
اعتقل وأُرسِل إلى سجن غوانتانامو في 20 سبتمبر 2004، وظل معتقلًا فيه لمدة 11 عامًا، 11 شهرًا و24 يومًا.

## اعتقاله
كتب علي حاج الشرقاوي أنه بعد اعتقاله في فبراير 2002 في باكستان قضى عامين في مركز استجواب الأجانب التابع لوكالة الاستخبارات المركزية، قبل نقله إلى غوانتانامو في شباط / فبراير 2004: كما أمضى 19 شهرًا في عمان بالأردن، ثم خمسة أشهر في مركز سري للتحقيق.